# Centrum Targowe w Poznaniu
Centrum Targowe (pawilon nr 100) - jeden z najbardziej rozpoznawalnych budynków MTP w Poznaniu, będący elementem ciągu obiektów górujących nad dworcem głównym i zamykających perspektywę Targów od strony Mostu Dworcowego.
Centrum Targowe zostało zbudowane w latach 1971-1972, a jego projektantem był Henryk Jarosz. Obiekt w kształcie kostki ma sześć kondygnacji i po raz pierwszy w Poznaniu zastosowano w nim aluminiową ścianę kurtynową. Wykończenie budynku wykonane było wyjątkowo starannie i z użyciem luksusowych, na warunki PRL, materiałów: marmuru i drewna egzotycznego. Wewnątrz zlokalizowano biura targowe, centrum prasowe, sale konferencyjne, Polską Izbę Handlu Zagranicznego i agendy Ministerstwa Handlu Zagranicznego.
Według Piotra Marciniaka, znawcy architektury współczesnej, Centrum nawiązywało formą do biurowca firmy Jaspersen i Syn w Kopenhadze, autorstwa Arne Jacobsena. Samo z kolei mogło zainspirować twórców budynku biurowego na dworcu autobusowym Warszawa Zachodnia (Zygmunt Kłopocki) i rektoratu UMK w Toruniu (Ryszard Karłowicz i współpracownicy). 
Obecnie planowana jest całkowita przebudowa otoczenia Centrum Targowego i rewitalizacja budynku, z dostosowaniem do formy sąsiedniego nowego Wejścia Wschodniego (2003).
W sali konferencyjnej Centrum Targowego Lech Wałęsa wypowiedział po raz pierwszy kwestię: Polska będzie drugą Japonią (1981).